# Luis García de Llera y Rodríguez
Luis García de Llera y Rodríguez fue un diplomático español.

## Biografía
Nacido en 1905, era hijo de Ana Rodríguez Peña y Luis García Torres.
- Fue alumno del Real Colegio de España en Bolonia y doctor en Derecho.
- En 1930 entró al servicio de la Exterior fue destinado como secretario de Embajada a Lisboa.
- Fue cónsul en Tánger, Nador y Arcila.
- El 07 de agosto de 1936 se pasó al bando franquista en Arcila.[2]
- En mayo de 1937 fue miembro de la Delegación franquista en Tánger.
- En octubre de 1938 fue asignado agregado comercial en el Ministerio de Industria y Comercio.
- Posteriormente fue agregado comercial en Río de Janeiro, Bogotá, Caracas y Roma.
- Fue consejero de embajada en Buenos Aires.
- En junio de 1950 fue nombrado consejero de embajada en Washington D C.
- De junio de 1952 a abril de 1955 fue director general de Relaciones Culturales en el Ministerio de Asuntos Exteriores sustituyendo Juan Pablo de Jojendio y fue secretario de la Junta de Relaciones Culturales, y representó a España en diversos congresos y conferencias internacionales.
- Del abril de 1955 a octubre de 1960 tenía Exequatur como cónsul general en Ginebra y fue representante permanente de España ante las Oficina de la Organización de las Naciones Unidas en Ginebra.
- De octubre de 1960 a junio de 1964 fue embajador en la Ciudad del Cabo (Unión Sudafricana).
- De junio de 1964 al 01 de julio de 1970 fue embajador en Tokio.
- De 01 de julio de 1970 al 29 de mayo de 1971 fue embajador en Ankara.
- De 29 de mayo de 1971 al 08 de diciembre de 1973 fue embajador en Buenos Aires.
- De 08 de diciembre de 1973 a 1975 fue embajador en Chile durante el régimen de Augusto Pinochet.[3]

## Distinciones
- Gran Cruz de la Orden del Mérito Civil (1956)[4]
- Gran Cruz de la Orden de Isabel la Católica (1973)[5]
- Gran Cruz de la Real y Muy Distinguida Orden de Carlos III (1973)[6]